# Tregosa
Tregosa ist ein Ort und eine ehemalige Gemeinde (Freguesia) im nordportugiesischen Kreis Barcelos. Die Gemeinde hatte 681 Einwohner (Stand 30. Juni 2011).
Im Zuge der Gebietsreform am 29. September 2013 wurden die Gemeinden Tregosa und Durrães zur neuen Gemeinde União das Freguesias de Durrães e Tregosa zusammengefasst.